# Podtësovo
Podtësovo (in russo Подтёсово?) è un insediamento di tipo urbano della Russia asiatica, situato nell'Enisejskij rajon del Territorio di Krasnojarsk.
L'insediamento si trova sulla riva destra dello Enisej, circa 20 km a nord del centro distrettuale, la città di Enisejsk.